# خوسيه غوميز أورتيغا
خوسيه غوميز أورتيغا (بالإسبانية: José Gómez Ortega)‏ هو مصارع ثيران وماتادور إسباني، ولد في 8 مايو 1895 في إشبيلية في إسبانيا، وتوفي في 16 مايو 1920 في Plaza de toros La Caprichosa ‏ في إسبانيا.

## وصلات خارجية
- خوسيه غوميز أورتيغا على موقع الموسوعة البريطانية (الإنجليزية)